# Arendalsuka

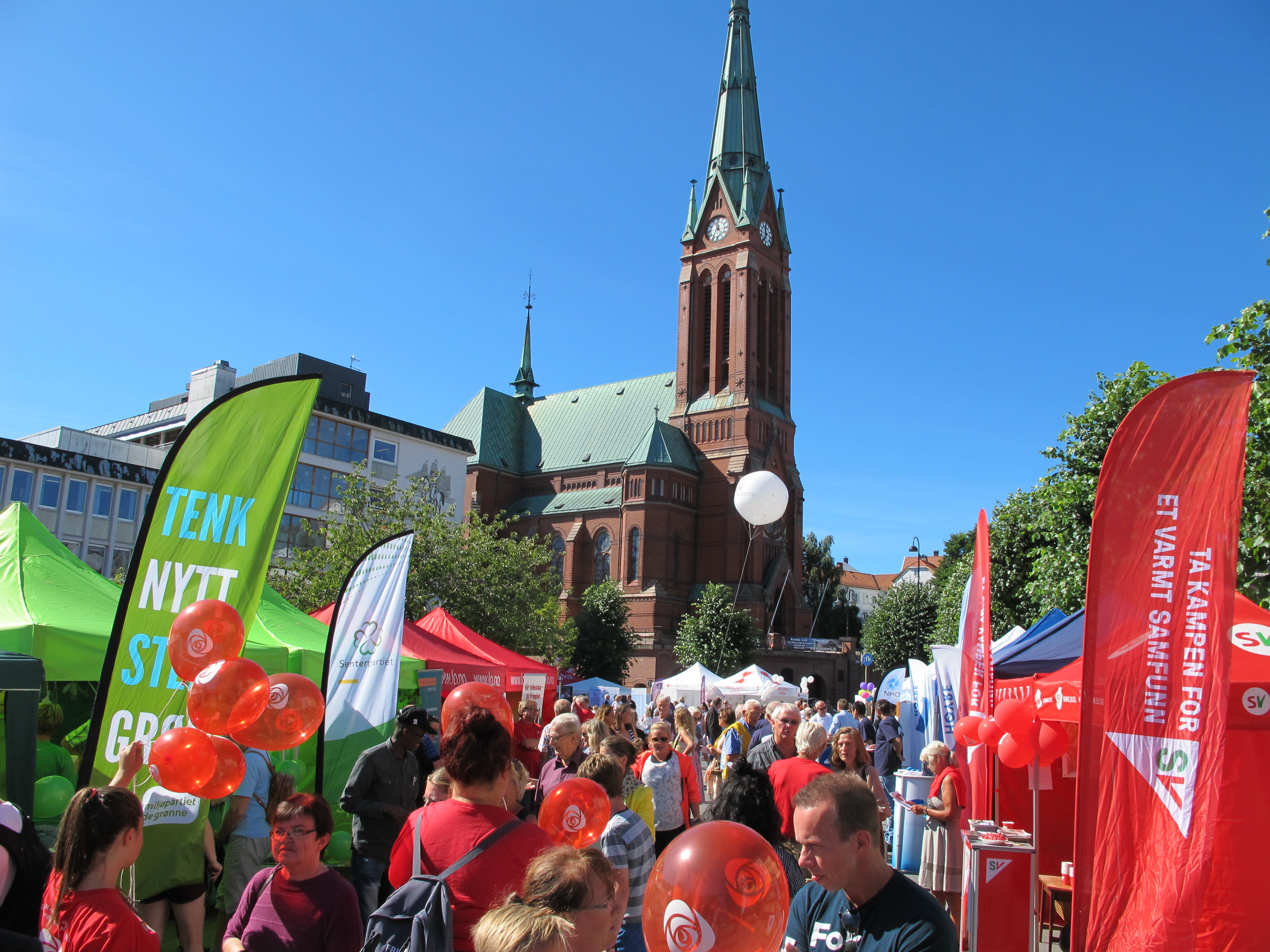
Arendalsuka, 2013

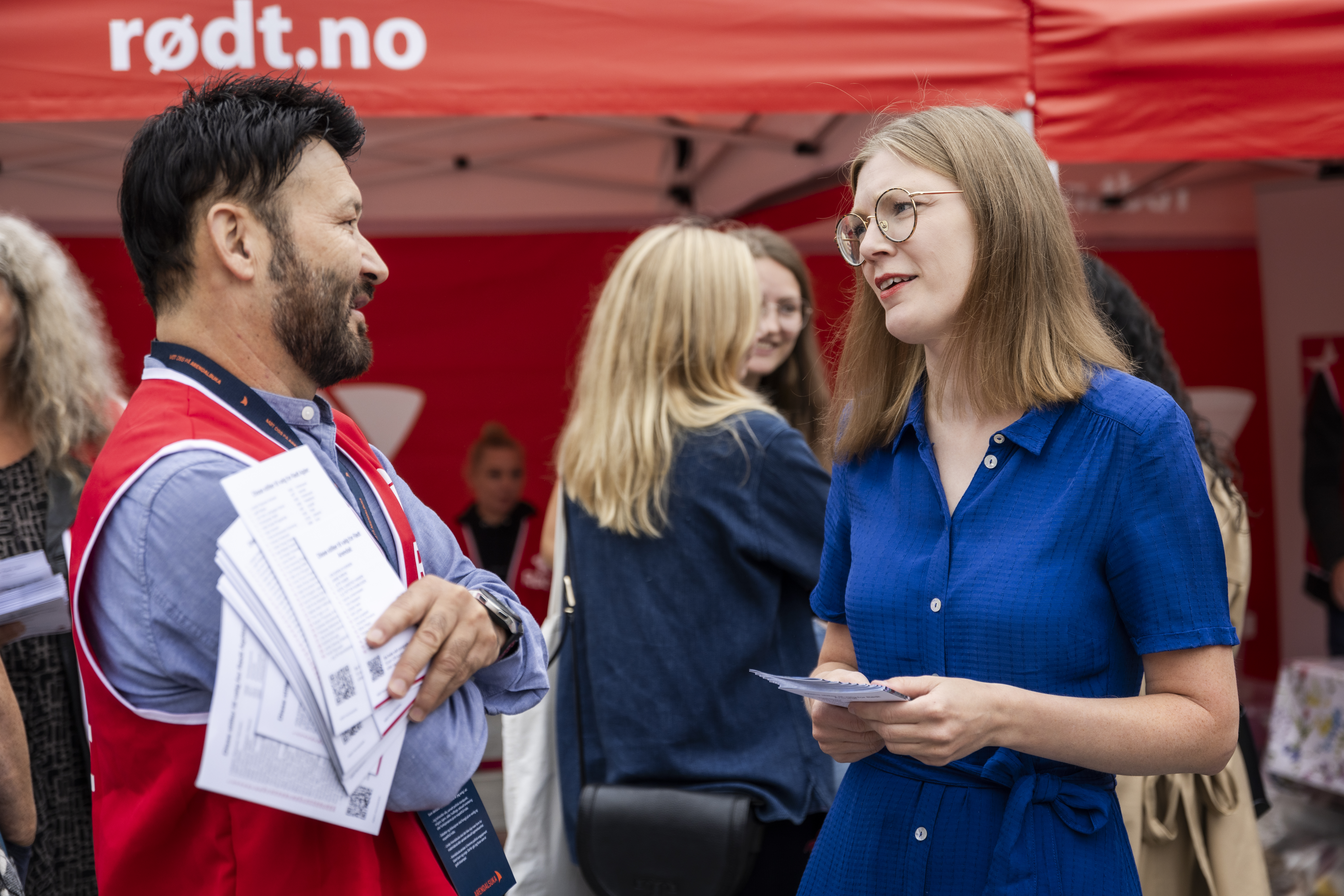
Stand der Partei Rødt, Arendalsuka 2023

Die Arendalsuka (deutsch Arendalswoche) ist eine politische Veranstaltung, die seit 2012 jährlich in der südnorwegischen Stadt Arendal stattfindet. Sie gilt als die größte Veranstaltung dieser Art in Norwegen.

## Geschichte und Ablauf
Die Arendalsuka wurde ab 2009 durch eine Privatinitiative unter dem Vorbild der seit den 1960er-Jahren durchgeführten schwedischen Almedalsveckan geplant. Schließlich hätte sie im August 2011 erstmals durchgeführt werden sollen. Wegen der Anschläge vom 22. Juli 2011 wurde die geplante Woche allerdings abgesagt und die erste Ausgabe fand schließlich im Jahr 2012 statt. Ab da wurde die Arendalsuka bis 2019 jedes Jahr in der 33. Kalenderwoche veranstaltet, im Jahr 2020 wurde sie aufgrund der COVID-19-Pandemie abgesagt.
Die Veranstaltung wird etwa zur Hälfte aus öffentlichen Mitteln und zur Hälfte über private Sponsorengelder finanziert. Der Besuch ist gratis. Während der Veranstaltung werden öffentliche Debatten zu unterschiedlichen Themengebieten von Politikern, Wirtschaftsvertretern und anderen Personen geführt. Abseits dieser Arrangements betreiben verschiedene Parteien und Organisationen Stände auf dem Veranstaltungsplatz, im Jahr 2019 gab es nach Angaben der Veranstalter davon 204.
Die Woche beginnt meist mit einer im staatlichen Rundfunk Norsk rikskringkasting (NRK) übertragenen Debatte der Parteivorsitzenden. Wahlkämpfe für im Herbst stattfindende Wahlen werden mittlerweile meist durch die Arendalsuka eingeleitet.
Die Arendalsuka bezeichnet sich selbst als parteipolitisch neutral. Im Jahr 2019 verbot der Veranstalter die von einer Organisation geplante Durchführung eines ökumenischen Gottesdienstes als Teil des offiziellen Programmes. Die Begründung lautete, dass ein Gottesdienst Personen ohne christlichen Glauben ausschließe und somit nicht für die Veranstaltung geeignet wäre. Nationalistische Parteien und Organisationen wie die Alliansen oder Sian wurden im gleichen Jahr von einer Teilnahme ausgeschlossen, nachdem es zuvor zu Boykottankündigungen anderer Parteien kam.

## Kritik
Die Veranstaltung wird des Öfteren dafür kritisiert, vor allem für finanzstarke Organisationen die Möglichkeit zu schaffen, sich zu profilieren. Ola Storeng, ein ehemaliger Wirtschaftsredakteur der Zeitung Aftenposten, bezeichnete die Veranstaltung im Jahr 2016 als „Festwoche der Lobbyisten“. Im Jahr 2017 wendete jede dritte Organisation mehr als 100.000 Kronen für ihre Teilnahme auf. Auch in der Untersuchung für die Universität Oslo von Ketil Raknes und Dag Wollebæk wurde darauf hingewiesen, dass die Arendalsuka von Organisationen für die Lobbyarbeit und Vernetzung mit Politikern und Medien genutzt werde.
Der Senterpartiet-Politiker Trygve Slagsvold Vedum kritisierte im Jahr 2019 unter anderem auch, dass öffentliche Institutionen wie Universitäten, Behörden und Ministerien mit teils hohem durch Steuergelder finanzierten Budget an der Arendalsuka teilnehmen.